# Lotus 99T
Chronologie des modèles (1987)
Lotus 98T Lotus 100T
La Lotus 99T est une monoplace de Formule 1 engagée par l'écurie britannique Team Lotus dans le cadre du championnat du monde de Formule 1 1987. Elle est pilotée par le Japonais Satoru Nakajima et le Brésilien Ayrton Senna, elle marque le déclin du Team Lotus puisque les deux victoires acquises cette année-là par Senna furent les dernières de l'écurie, qui quitte la discipline avec un total de 79 victoires.

## Historique
À l'approche de la saison 1987, Lotus connaît de profonds bouleversements liés à la fin de la coopération avec le motoriste Renault pour se lier avec Honda. Ce partenariat conduit au licenciement de Johnny Dumfries pour permettre à Satoru Nakajima, protégé du constructeur japonais, de courir en Formule 1.
Sur le plan technique, les suspensions actives dont Nigel Mansell avait essuyé les plâtres au volant de la Lotus 92 en 1983 sont implantées dans la voiture. La coque est renforcée pour supporter les vibrations du moteur Honda ce qui entraîne, au sein de l'équipe du chantre de la légèreté, Colin Chapman, un alourdissement notable.
Sur un plan esthétique et financier, 1987 marque la fin du partenariat avec le cigarettier John Player Special et la disparition de la livrée noir et or apparue en 1972. Un autre cigarettier, Camel, fait son apparition avec des ambitions en rapport avec ses moyens.
La 99T obtient, grâce à Ayrton Senna, deux victoires (Monaco et Détroit). Le Brésilien, longtemps arbitre du duel fratricide entre Nelson Piquet et Nigel Mansell, pilotes des dominatrices Williams FW11B également propulsées par le V6 japonais, termine troisième avec 57 points en dominant son coéquipier Nakajima, douzième avec 7 points. Lotus-Honda se classe troisième du championnat du monde place avec 64 points, loin derrière Williams-Honda (137 points).

## Résultats en championnat du monde de Formule 1

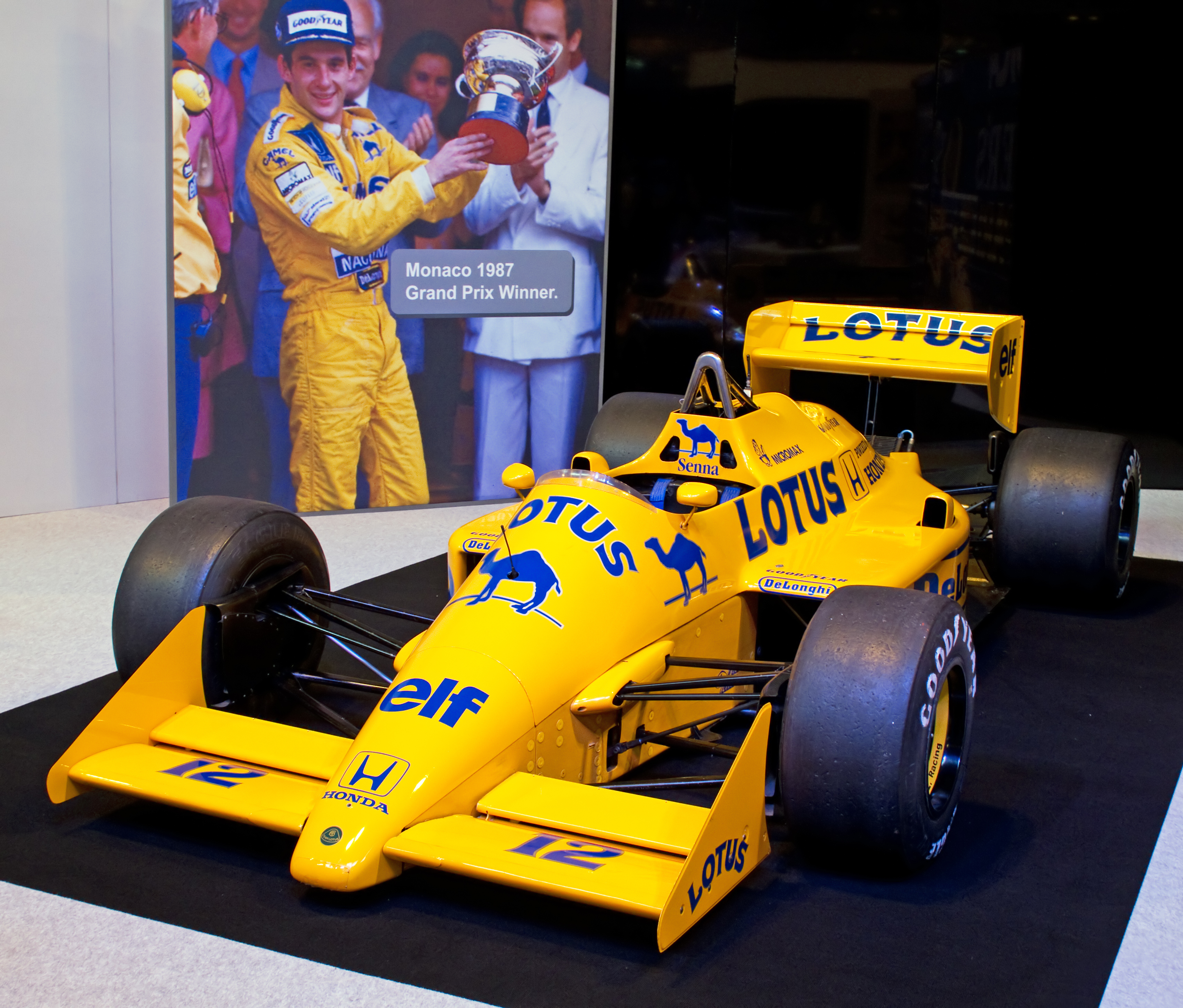
La Lotus 99T d'Ayrton Senna exposée en 2012 à l'Autosport International.

| Saison | Écurie                 | Moteur          | Pneumatiques | Pilotes         | Courses | Courses | Courses | Courses | Courses | Courses | Courses | Courses | Courses | Courses | Courses | Courses | Courses | Courses | Courses | Courses | Points inscrits | Classement |
| Saison | Écurie                 | Moteur          | Pneumatiques | Pilotes         | 1       | 2       | 3       | 4       | 5       | 6       | 7       | 8       | 9       | 10      | 11      | 12      | 13      | 14      | 15      | 16      | Points inscrits | Classement |
| ------ | ---------------------- | --------------- | ------------ | --------------- | ------- | ------- | ------- | ------- | ------- | ------- | ------- | ------- | ------- | ------- | ------- | ------- | ------- | ------- | ------- | ------- | --------------- | ---------- |
| 1987   | Camel Team Lotus Honda | Honda RA166E V6 | Goodyear     |                 | BRÉ     | SMR     | BEL     | MON     | DET     | FRA     | GBR     | ALL     | HON     | AUT     | ITA     | POR     | ESP     | MEX     | JAP     | AUS     | 64              | 3e         |
| 1987   | Camel Team Lotus Honda | Honda RA166E V6 | Goodyear     | Satoru Nakajima | 7e      | 6e      | 5e      | 10e     | Abd.    | Nc.     | 4e      | Abd.    | Abd.    | 13e     | 11e     | 8e      | 9e      | Abd.    | 6e      | Abd.    | 64              | 3e         |
| 1987   | Camel Team Lotus Honda | Honda RA166E V6 | Goodyear     | Ayrton Senna    | Abd.    | 2e      | Abd.    | 1er     | 1er     | 4e      | 3e      | 3e      | 2e      | 5e      | 2e      | 7e      | 5e      | Abd.    | 2e      | Dsq.    | 64              | 3e         |

Légende : ici 